# Wolfsland: Das dreckige Dutzend
Das dreckige Dutzend ist ein deutscher Fernsehfilm von Felix Herzogenrath aus dem Jahr 2022. Es handelt sich um den 12. Filmbeitrag der ARD-Kriminalfilmreihe Wolfsland. Die Erstausstrahlung erfolgte am 29. Dezember 2022.

## Handlung
Nachdem ein Tatverdächtiger im Polizeigewahrsam verstorben ist, wird der Görlitzer Dienststellenleiter Dr. Grimm bis auf Weiteres suspendiert. Seine Stelle erhält die Kommissarin Viola Delbrück, die nun vorübergehend die Vorgesetzte ihres langjährigen Kollegen Burkhard 'Butsch' Schulz wird, was ihm sehr zuwider ist. Beide ermitteln mehr alleine als miteinander den Fall; er immer unterwegs, sie am Schreibtisch. Zunächst ist sie durch die neue Rolle gestresst, das Telefon scheint nie stillzustehen. Die Schwierigkeit Butschs, sie als Vorgesetzte zu akzeptieren, und die Einmischungen ihrer Mutter in ihr Privatleben machen ihr die Lage nicht leichter.
Im aktuellen Fall muss Butsch allein zum Fundort der Leiche eines Mannes, der augenscheinlich erschlagen wurde, da seine Kollegin Delbrück weiter mit der Aufarbeitung des Todes von Stefan Gröba beschäftigt ist. Anfangs ging man hier von Herzversagen aus, doch ergab die Obduktion eine Überdosis Morphin, was eine Selbsttötung nahelegt. Butsch, der sich im Lager des Toten, der einen Antikhandel betrieb, umsehen will, wird dort von einem Unbekannten niedergeschlagen. Kriminaltechniker Böhme kann das Lager eindeutig als Tatort bestimmen und dort auch die Tatwaffe, einen antiken Zinnkrug, sicherstellen. Von hier aus wurde die Leiche mit einem Transporter zum Fundort an der Neiße transportiert. Delbrück findet eine Verbindung ihres Falls Gröba mit dem aktuellen Mord an dem Antiquitätenhändler. Beide Fälle führen zu einem Sportstudio und letztendlich zu einem mysteriösen „Brad“. Kurze Zeit nachdem Butsch dort Nachforschungen anstellt, wird die Geschäftsführerin des Sportstudios tot aufgefunden. Selbstmord ist mangels anderer Spuren nicht auszuschließen.
Es stellt sich heraus, dass die Morde/Selbstmorde im Zusammenhang mit einer Gangsterbande stehen, die das „Dreckige Dutzend“ genannt wird und im Drogen- und Menschenhandelsgeschäft aktiv ist. Sanitäter Tillmann Vogt ist ein Handlanger dieser Bande. Er beschäftigt für die Pflege seiner an Alzheimer erkrankten Schwiegermutter eine illegal eingewanderte Ukrainerin namens Viktoria, da er sich eine legale Pflegekraft nicht leisten kann. Da er sich in Vicki verliebt hat und mittlerweile von „Brad“ bedroht wird, will er fliehen mit ihr und zwei anderen eingeschmuggelten Ukrainerinnen, die er vor der Prostitution retten will. Doch Bandenmitglied Janko findet die Frauen in ihrem Versteck und fesselt diese. Es gelingt Delbrück und Butsch, den Mann zu überwältigen und die beiden Ukrainerinnen zu befreien. Während Vicki flieht, begeht Janko Selbstmord, indem er eine Giftkapsel schluckt. Delbrück kann daher diesen Ausgang nicht wirklich als gelungenen Polizeieinsatz ansehen. Doch alle sind froh, als Dr. Grimm zurückkehrt und die Welt wieder in Ordnung zu sein scheint. Aber es bleiben Fragen: Wo ist Vicki, deren Fingerabdrücke man auf dem Zinnkrug gefunden hatte und die daher dringend tatverdächtig ist, den Antikhändler erschlagen zu haben? Wie wurden Gröba und die Geschäftsführerin des Sportstudios in den Selbstmord getrieben? Wer ist der Kopf des „Dreckigen Dutzend“, einer kriminellen Organisation, die sich offenbar wie eine Krake in Sachsen ausbreitet?
Nur der Zuschauer erfährt, dass die Staatsanwältin von jemandem namens „Brad“ angerufen wird.

## Nebenhandlungen
Delbrücks Mutter möchte ihrer Tochter eine bessere Stellung in Dresden sichern, für die Delbrück selbst sich jedoch noch gar nicht entschieden hat. Die Mutter hat Verbindungen zu einem höheren Beamten aus Dresden, der sich gerade in Görlitz aufhält. Butsch geht das alles gegen den Strich, denn er will auf „Kessie“  als Kollegin nicht verzichten. In seinem Ärger über ihren möglichen Weggang tröstet er sich mit Staatsanwältin Konzak, die vor einem Jahr aus Dresden nach Görlitz gekommen ist und mit der er sich schon seit seinem letzten Einsatz sehr gut versteht. Sie kann zuhören und scheint ihn zu verstehen.

## Hintergrund
Die Dreharbeiten für Das dreckige Dutzend erstreckten sich unter den vorgegebenen Corona-Arbeitsschutzauflagen vom 4. November 2021 bis zum 10. Dezember 2021 und fanden in Görlitz (unter anderem auf der Uferstraße) und Umgebung statt.

## Rezeption

### Kritiken
Rainer Tittelbach von tittelbach.tv fand die „inhaltliche Verknüpfung“ der vorhergehenden Folge 20 Stunden mit der aktuellen eine „clevere Idee.“ „Der erste Film war wegen der Entführung Delbrücks ein fesselnder Thriller, ‚Das dreckige Dutzend‘ orientiert sich stärker am üblichen Krimimuster, weshalb die Geschichte naturgemäß weniger an den Nerven zerrt. Buch und Regie hatten in ‚20 Stunden‘ zudem für einen reizvollen Kontrast gesorgt, weil die Handlung aller Spannung zum Trotz immer wieder mit heiteren Elementen durchsetzt war. Einen ähnlichen Effekt gibt es diesmal auch, allerdings als Romanze: Zwischen Schulz und Staatsanwältin Konzak entwickelt sich sehr sachte eine mit sympathischer subtiler Ironie umgesetzte Liebesbeziehung.“
Bei prisma.de stellte Hans Czerny fest: „Zunehmend driftet die Reihe vom Mystischen ins Komödiantische. Das ist phasenweise durchaus nett anzusehen. Wie bereits im elften Teil funktionieren auch im zwölften die Charaktere prächtig, nur ist die Krimi-Decke, auf der man sich bewegt, halt leider etwas dünn. Görlitz aber darf sich hier von seiner schönsten Seite zeigen: Es gibt in der Regie von Felix Herzogenrath die Stadt von allen Seiten: Betonbauten, die in ihrer Schäbigkeit unterm grau verhangenen Himmel vom Feinsten sind, aber auch blätternde Patina an Jugendstilfassaden.“
Oliver Armknecht von film-rezensionen.de kritisierte wie so oft sehr negativ: „‚Wolfsland: Das dreckige Dutzend‘ schafft es irgendwie, die ohnehin schon schwachen Vorgänger noch einmal zu unterbieten. Als wären die grauenvollen Figuren, die jeden Dialog zu einer Tortur machen, nicht schon schlimm genau, ist der Kriminalfall ein seltsam konzeptloses Stückwerk, dem nicht einmal ein vernünftiges Ende vergönnt war.“ „Wenn [Kommissar] Bu[t]sch wenigstens dafür besonders kompetent wäre. Man nimmt so manchen Stars Entgleisungen ab, wenn diese dafür anderweitig etwas leisten. Bei diesen Filmen hat man aber immer das Gefühl, dass die Lösung sich einfach so ergibt, ohne dass viel dafür getan werden muss. Bei Wolfsland: Das dreckige Dutzend ist das noch einmal etwas stärker, da es über weite Strecken nur um die Probleme und Konflikte der Figuren geht und niemand Lust hat zu arbeiten. Der stumpfsinnige Macho kann nicht mit einer Chefin. Die schnauzt andere an, weil sie selbst überfordert ist. Und dann wäre da noch deren übergriffige Mutter Rose (Petra Zieser), die unbedingt ihre Tochter aus Görlitz weglotsen möchte. Mit dem Fall hat das alles nichts zu tun, soll es auch nicht. Es führt nur dazu, dass der Film von Minute zu Minute nerviger wird.“

### Einschaltquoten
Bei der Erstausstrahlung von Wolfsland: Das dreckige Dutzend am 29. Dezember 2022 verfolgten in Deutschland insgesamt 5,07 Millionen Zuschauer die Filmhandlung, was einem Marktanteil von 18,7 Prozent für Das Erste entsprach. In der als Hauptzielgruppe für Fernsehwerbung deklarierten Altersgruppe von 14–49 Jahren erreichte Das dreckige Dutzend 0,32 Millionen Zuschauer und damit einen Marktanteil von 5,7 Prozent in dieser Altersgruppe.